# Лекселл, Терри
Те́рри Энн Ле́кселл (англ. Terry Ann Leksell) — американская кёрлингистка.
В составе женской сборной США участник чемпионата мира 1984 (заняли девятое место). Чемпионка США среди женщин.

## Достижения
- Чемпионат США по кёрлингу среди женщин: золото (1984).

## Команды
| Сезон   | Четвёртый  | Третий        | Второй        | Первый      | Турниры                        |
| ------- | ---------- | ------------- | ------------- | ----------- | ------------------------------ |
| 1983—84 | Эми Хэттен | Терри Лекселл | Карен Лекселл | Келли Сигер | ЧСШАЖ 1984 · ЧМ 1984 (9 место) |

(скипы выделены полужирным шрифтом)